# 부락해방동맹
부락해방동맹(일본어: 部落解放同盟 부라쿠카이호도메이[*], Buraku Liberation League)은 일본에서 부라쿠민과 모든 사람들을 부락 차별로부터 완전히 해방시켜 인권이 확립된 사회를 실현하는 것을 목적으로 설립한 동화단체(자칭 "대중운동단체")이다.

## 약칭과 명칭
부락해방동맹이 내세우는 공식 약칭은 "해방동맹"(일본어: 解放同盟 호도메이[*]이다. 관계자들 사이에서는 단순하게 "동맹"이라 부르기도 한다. "해동"이라는 약칭도 부락해방동맹의 오가 마사유키가 제6회 부락해방 여름강좌에서 사용한 적이 있으며, 부락해방동맹 후쿠오카현 가와사키정 연락협의회에서도 《"아이우에오"서부터 해방운동》 165쪽이나 265쪽 등에서 사용하고 있다. 또한 일본 재판소에서도 이 약칭을 사용하고 있으며 일본공산당은 화살괄호를 넣은 "「解同」"이라는 약칭을 사용한다.
또한 재판소에서 "부해동"(部解同)이라 약칭한 적도 있고, 아사히 신문은 "해방동"(解放同)이라 약칭한 적도 있다.

## 역사

### 제1기
1922년 3월, 부락해방동맹의 전신인 전국수평사가 교토시 오카자키 공회당에서 결성되었다. 태평양 전쟁 이전까지의 전전 운동은 1940년 대회에서 일본의 국가 제창, 궁성요배, 영령에 대한 묵념으로 막을 내릴 때까지 이어졌다.
전후 부락해방운동은 전전 수평운동과 융화운동의 활동가들이 대동단결한 부락해방전국위원회의 결성으로 시작되었다.

### 제2기
1955년 부락해방전국위원회는 대중단체임을 명확히 하기 위해 부락해방동맹으로 이름을 바꾸었다. 1960년 5월 10일 일본 자유민주당 계열의 전일본동화회가 결성되었다. 1970년에는 일본공산당 계열의 부락해방동맹정상화전국연락회의(약칭 정상화련)이 설립되었다.

#### 사야마 사건
사야마 사건 당시 항소심이 시작된 이듬해 1965년 5월 29일 도쿄고등법원 제2차 현장검증에 사이타마현과 도쿄도의 부락해방동맹 대표들이 참여했다. 같은 해 10월 5일 열린 제20차전국대회에서 사야마 사건 공정재판 요구 결의안을 채택했다. 1968년 10월 1일에는 "사야마 사건 제1차 현지조사"를 실시했다. 1969년 3월 3일과 4일 열린 제24차전국대회에서는 사야마 사건 지원 특별결의문을 채택했다. 같은 해 7월 10일 중앙본부에는 이시카와 청년구호대책본부를 설치하고 "사야마 사건의 진상"이라는 팜플렛을 발행했다. 1970년 3월 13일 열린 제25차전국대회에서 "사야마 차별재판 규탄" 방침을 결정했다. 같은 해 5월 18일 부락해방 국민대행동에 돌입해 사야마 차별재판 반대를 호소했고 6월 17일까지 일본 전역을 행진했다. 하지만 1974년 10월 31일 도쿄고등법원은 변호인단의 무죄 주장을 배척하고 원심을 파기하며 무기징역 판결을 내렸으며 1977년 최고재판소 판결에서 무기징역이 확정되었다. 현재 제3차 재심 신청이 진행 중이며 부락해방동맹이 이를 지원하고 있다.

## 정계와 관계
초대 위원장인 마쓰모토 지이치로와 오랫동안 서기장을 역임한 다나카 오리노신은 일본사회당의 국회의원이었으며 한때는 마쓰모토 에이이치, 우에다 다쿠미, 다니하타 다카시 등 사회당과 주로 깊은 관계를 맺어왔으나 현재는 일본공산당을 제외한 일본 내 많은 정당과 관계를 맺고 있다.
55년 체제가 붕괴된 이후 일본 정계가 개편되는 가운데 주요 협력 정당을 새롭게 창당된 민주당으로 옮겨 2004년 부락해방동맹 중앙서기장이었던 마쓰오카 도루가 민주당의 공천을 받아 참의원 선거 비례대표에 출마하여 당선되었다. 민주당 "차기내각"의 법무부대신(2007년 9월 취임)이 되었으며 부락해방동맹 부위원장이었던 마쓰모토 류도 민주당에 소속되었다.
입헌민주당의 주요 지지 단체 중 하나이며 입헌민주당 내에 조직 내 후보를 배출하고 있지만 지역에 따라 자유민주당, 공명당, 국민민주당, 국민민주당, 사회민주당, 신사회당 등을 지지하는 경우도 있으며 관련 정치단체인 디구레 포럼에서는 도민퍼스트회, 일본유신회, 오사카 유신회의 의원이 소속되어 있는 등 다양한 정당관 관계를 맺고 있다.

## 위원장 목록
1. 마쓰모토 지이치로 (1955년~1966년)
2. 아사다 젠노스케 (1966년~1975년)
3. 마쓰이 히사키치 (1975년~1982년)
4. 우에스기 사이치로 (1982년~1996년)
5. 우에다 다쿠미 (1996년~1998년)
6. 구미사카 시게유키 (1998년~2022년)
7. 니시지마 후지히코 (2022년~현재)

## 같이 보기
- 부라쿠민
- 차별
- 동화이권 - 《동화이권의 진실》
- 7개항목 확인사항
- 고베시의 슬럼 문제 - 반초지구
- 일본교직원조합
- 《새벽의 깃발 마츠모토 지치로전》

## 참고 문헌
- 朝田善之助『新版 差別と闘いつづけて』朝日新聞出版、2013年。
- 馬原鉄男『新版 水平運動の歴史』部落問題研究所、1992年、ISBN 482982039X。
- 黒川みどり・寺木伸明『入門 被差別部落の歴史』解放出版社、2016年、ISBN 978-4-7592-4063-4。
- 黒川みどり『近代部落史―明治から現代まで』平凡社新書、2011年、ISBN 4582855695。
- 部落解放同盟中央本部中央狭山闘争本部編『無実の獄25年 狭山事件写真集』解放出版社、1988年。
- 佐々木隆爾『戦後政治支配と部落問題 「解同路線」はどう形成されたか』部落問題研究所、1995年。
- 『創』1995年2月号「匿名座談会 部落解放同盟のマスコミが書けなかった内部事情」創出版、1995年。
- 中西義雄『部落解放への新しい流れ』部落問題研究所、1977年。
- 角岡伸彦『ピストルと荊冠』講談社、2012年。
- 大賀正行『第三期の部落解放運動 ～その理論と創造～』解放出版社、1991年7月、ISBN 978-4-759-28030-2。
- 丹波正史 (2008). 《人間と部落―ある部落解放運動家の思い》. 地域人権ネット. ISBN 4904442008.
- 中原京三『追跡・えせ同和行為』部落問題研究所、1988年。
- 比良次郎著・税務署オンブズマン編『税務署をマルサせよ』GU企画出版部、1991年。
- 森田益子『自力自闘の解放運動の軌跡』解放出版社、2012年。
- 桜井厚編『戦後世相の経験史』せりか書房、2006年。
- 宮崎哲弥 『人権を疑え!』洋泉社、2000年10月1日、ISBN 978-4896914948。
- 金靜美『水平運動史研究―民族差別批判』現代企画室、1994年、ISBN 4773893125。
- 部落解放同盟中央本部編『松本治一郎伝』解放出版社、1987年。
- 兵庫人権問題研究所編「今、あらためて八鹿髙校事件の真実を世に問う：一般社団法人兵庫人権問題研究所開所40周年記念：「八鹿高校事件」40周年」兵庫人権問題研究所、2014年。
- 坂東眞砂子ほか『「子猫殺し」を語る：生き物の生と死を幻想から現実へ』双風社、2009年。
- 松井久吉『被差別部落に生きる―わが半生の記』三一書房、1983年。